# Kama (affluente della Konda)
La Kama (in russo Кама?) è un fiume della Siberia Occidentale, affluente di sinistra della Konda (bacino idrografico dell'Irtyš). Scorre nei rajon Chanty-Mansijskij e Kondinskij del Circondario autonomo degli Chanty-Mansi-Jugra, in Russia.
Il fiume ha origine e scorre in direzione est/nord-est nella pianura della Konda (Кондинская низменность) in una zona scarsamente popolata, disseminata di laghi e paludi. La sua lunghezza è di 201 km e il suo bacino è di 2 520 km². Sfocia nella Konda a 52 km dalla foce presso il villaggio di Kama. I suoi maggiori affluenti sono Il Tondym (lungo 68 km), il Choj (82 km) e il Syrtyp (123 km).